# Maryse Begary
Maryse Begary née Andrée Maryse Auclère (1926-2007) est une trapéziste française. Elle est considérée comme l'une des meilleures trapézistes durant les années 1940 et 1960 en se faisant connaitre à travers une figure originale en effectuant un poirier sur la barre de trapèze.

## Biographie
Élève du gymnaste Nicolas Marcoud de la troupe des Marcoud-Banola, elle adopte son patronyme lorsqu'elle fait ses débuts professionnels à l'âge de 13 ans au Cirque Medrano de Paris en avril 1939 puis en octobre 1942. L’année suivante, elle se produit au Nouveau Cirque des Champs-Élysées dirigé par Albert Rancy. Le journaliste et critique Henry Thétard salue sa performance dans un article intitulé Les meilleures gymnastes sont des françaises de la revue L'Illustration : 

« … Andrée Marcoud, elle, est presque encore une enfant. Elle a d’ailleurs débuté à l’âge où les petites filles font leur première communion… Mais quelle maîtrise déjà ! Sa montée de corde en planche roulée est un régal pour les connaisseurs et son équilibre de mains au trapèze, sans rival même pour ceux qui ont vu travailler la célèbre miss Fillis…  »

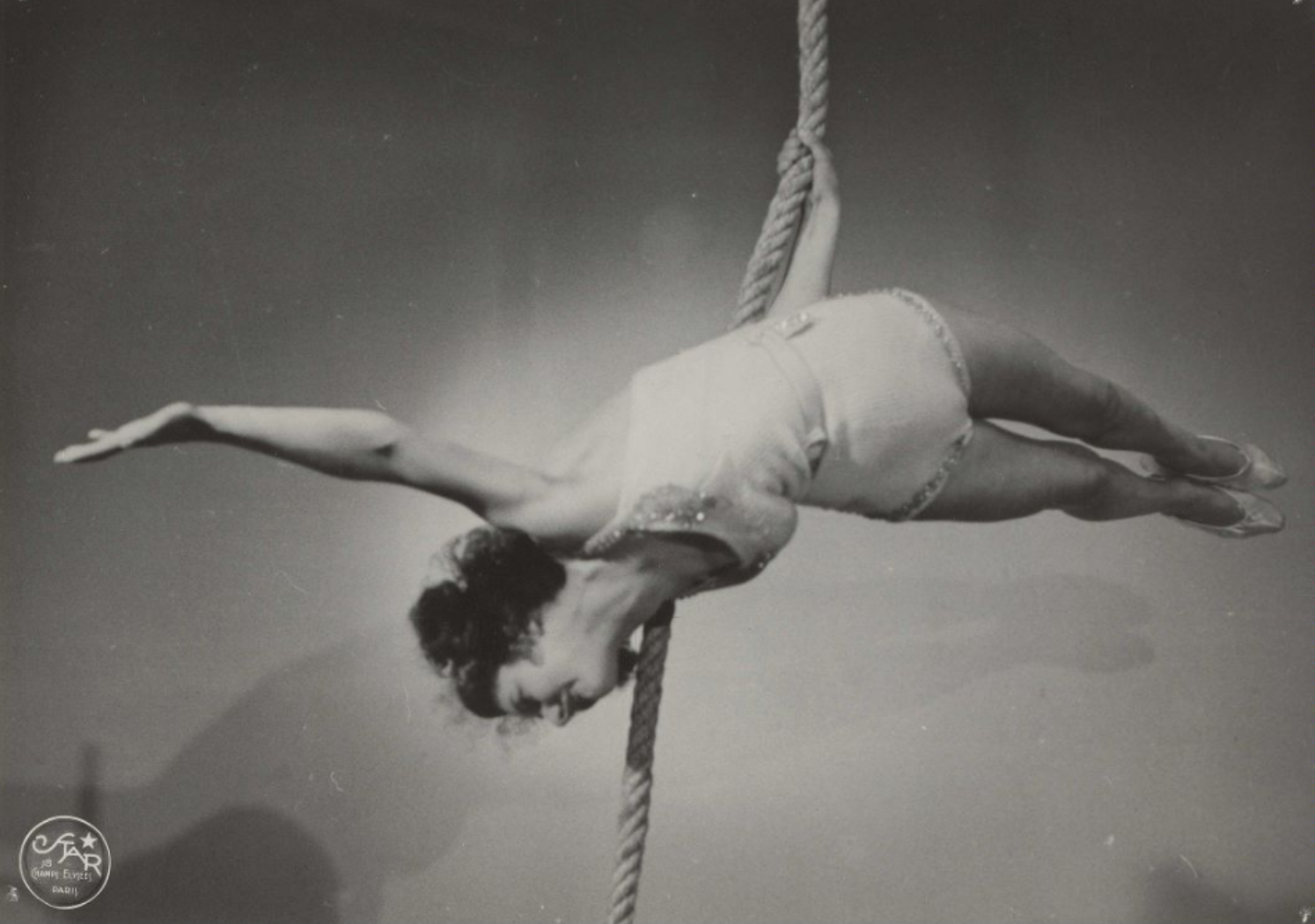
Maryse_Begary_Corde lisse

En 1947, elle est engagée au Bostok Circus puis Zoo Circus dirigé par Achille Zavatta et se produit occasionnellement dans divers cirques en Europe.
Elle fait des apparitions cinématographiques occasionnelles dont les films Toast of the Town (1948) et The Good Old Days (1953).
En 1955, elle double Gina Lollobrigida pour les séquences aériennes du film Trapèze (1956) de Carol Reed tourné au Cirque d'Hiver de Paris. Par la suite, elle double Rita Hayworth et Claudia Cardinale dans Le Plus Grand Cirque du monde de Henry Hathaway (1964) avec John Wayne.
En 1958 et 1959, Maryse Begary commence une carrière aux États-Unis au Ringling Bros. and Barnum & Bailey Circus. Elle devient l'interprète d'un ballet aérien spectaculaire entouré par trente-deux showgirls aériennes. Par la suite, elle se produit dans d’autres cirques américains pour revenir en Europe fin 1960. En 1962, elle fait une apparition dans l'émission The Ed Sullivan Show. En 1966, elle fait une dernière apparition publique en Europe et interrompt sa carrière en 1986 à l'âge de 60 ans.
Elle était considérée comme la meilleure trapéziste du monde.
Elle décède le 25 octobre 2007 à Evansville en Indiana aux États-Unis.